# Eugène Leseney
Eugène Leseney, né à Coutances le 11 novembre 1931 et décédé le 15 septembre 2014 à Saint-Lô, est un architecte français de la Manche ayant commencé des réalisations à partir des années 1970 jusque dans les années 2000.
Amoureux des formes et des couleurs, il a signé plusieurs bâtiments publics en Normandie dont la « Citadelle douce » à Hérouville-Saint-Clair labellisée en 2006 «patrimoine du XXe siècle » ou le centre culturel Jean Lurçat à Saint-Lô.

## Biographie
Eugène Leseney est le fils aîné d'une famille coutançaise de huit enfants . Âgé de 15 ans au moment de la reconstruction, il quitte le lycée de Coutances à l'issue de la classe de seconde et travaille comme dessinateur pour l'architecte local Maurice Anquetil. Arrivé à Paris, il prépare l'examen de culture générale (équivalent du baccalauréat) et le concours d'admission à L'Ecole des Beaux-Arts (Atelier Georges Gromort-Louis Arretche, tout en subvenant à l'intégralité de ses besoins grâce à son travail au sein des agences d'architecte de Max Klein (1954-57), Paul Vimond (Lauréat du Grand Prix de Rome) puis Paul Bossard (1961-63), qui fut architecte en chef de la reconstruction de Coutances en 1944. En 1953, il réussit l'examen de culture générale en 1953 et le concours d'admission à l'Ecole Nationale Supérieure des Beaux-Arts de Paris  en 1955 (15 valeurs dont 10 sur médaille). Il épouse Claudine Bouloc au temple protestant de Port-Royal à Paris en 1954. Deux enfants naîtront de cette union : Eric, en 1955 et Francine, en 1958. Il effectue son service militaire  (janv 57- janvier 59) à Angers et les neuf derniers mois, en campagne en Algérie  à El Aricha, où il construit un camp de base pour le 62e bataillon du génie (sous-officier).
A son retour d'Algérie, il travaille à la construction du quartier des Bleuets à Créteil. Logiste du Concours de Rome à Fontainebleau en 63 , il obtient en 1964 son diplôme d'architecte avec "Une promenade chez les Tancrède" (mention bien).
Il crée un atelier personnel à Saint-Lô en décembre 1964.

## Travaux et réalisations

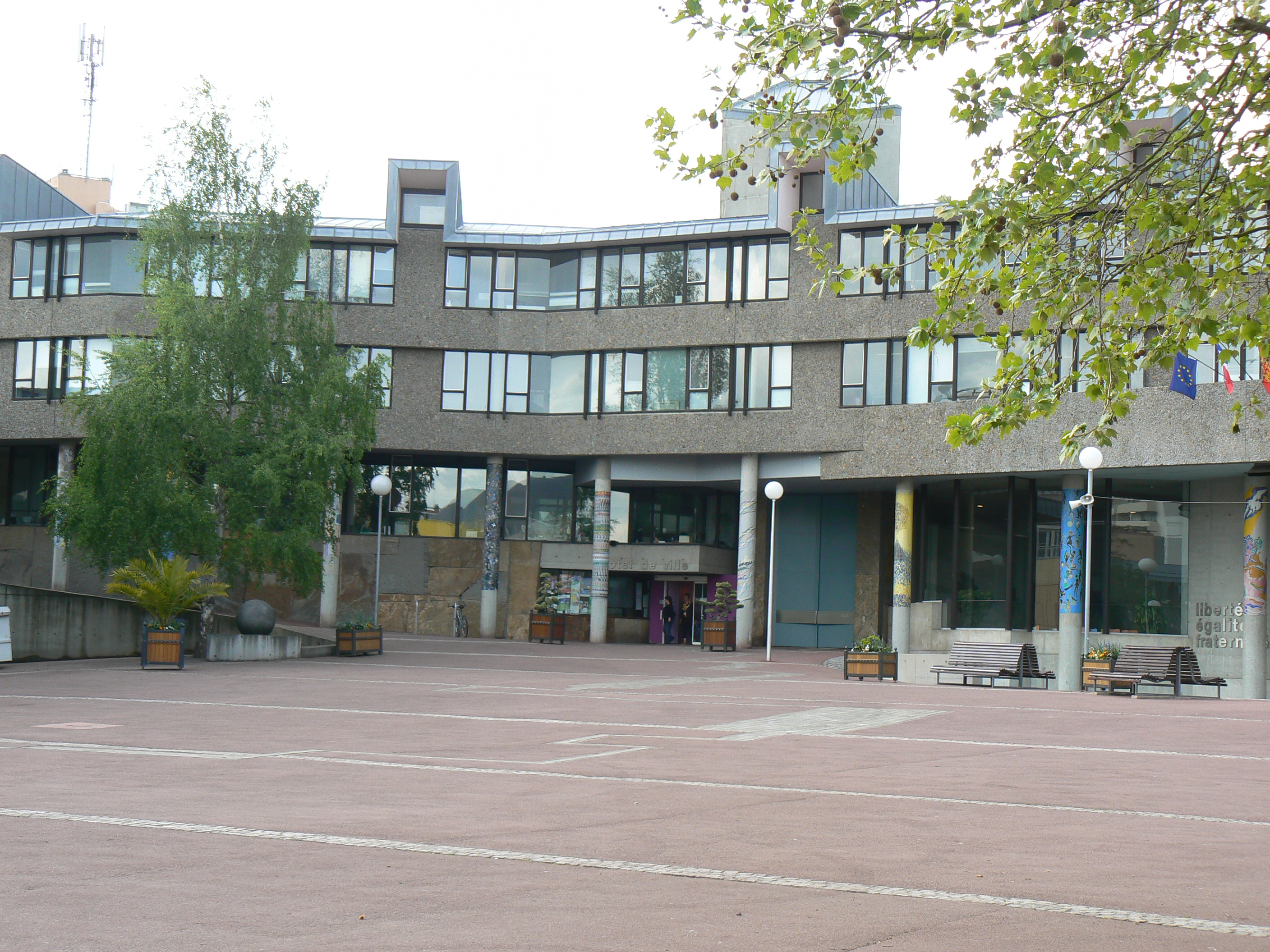
Citadelle douce

Liste non exhaustive des équipements publics
- le siège de la Sécurité sociale de la Manche[4]
- le CROSS Jobourg[5]
- le collège Prévert de Coutances
- la Citadelle douce à Hérouville-Saint-Clair
- la restructuration de l'hôpital Louis-Pasteur à Cherbourg.
- les écoles de l'Aurore et Calmette-et-Guérin
- le centre culturel Jean Lurçat à Saint-Lô.
- le collège Anne-Heurgon-Desjardins de Cerisy-la-Salle (collaboration du peintre Bertrand-Moulin pour les fresques murales)[6].
- le centre de formation des apprentis d'Agneaux